# Ruta 31-CH
La ruta 31-CH es una ruta internacional que se encuentra en la zona norte Chico de Chile sobre la Región de Atacama. En su recorrido de 280 km une la ruta 5 Panamericana y la capital regional Copiapó con Argentina a través del paso de San Francisco, el único paso fronterizo vial de la región.
Esta vía tiene una vista privilegiada de las cumbres más altas de Chile: el Nevado Tres Cruces, el Nevado Ojos del Salado, volcán El Muerto y el volcán Incahuasi. También es una importante ruta de acceso al Parque nacional Nevado Tres Cruces y a la laguna Verde.
El trazado de la ruta posee tramos de pendientes y curvas por las características geográficas del norte chileno y de la Cordillera de los Andes (cuesta Codocedo y cuesta Río Lama). Desde su inicio es pavimentada hasta el cruce con la ruta a Diego de Almagro. Desde este punto la carpeta está completamente asfaltada finalizada la obra a principios de 2019 
Al oeste del paso internacional y al costado del salar de Maricunga se encuentra la aduana de control fronterizo de San Francisco (con todos los servicios controladores). Pasado el límite la carretera toma como nombre RN 60, con opción de traslado hacia Fiambalá, La Rioja y San Fernando del Valle de Catamarca.
El rol asignado a esta ruta internacional fue ratificado por el decreto MOP N.º 5911 del año 2000.

## Ciudades y localidades
Los accesos inmediatos a ciudades y localidades, y las áreas urbanas por las que pasa esta ruta de oeste a este son:

### Región de Atacama
Recorrido: 280 km (kilómetro 0 a 280). En el área urbana de Copiapó la ruta se denomina avenida Copayapu y camino del Inca.
- Provincia de Copiapó: Copiapó (kilómetro 0-8), acceso a Paipote y Tierra Amarilla (km 8), acceso a Fundición Paipote (km 9), acceso a estación Chulo (km 24), ruinas de Puquios (km 58), La Puerta (km 76), complejo fronterizo San Francisco (km 172), control obligado de Carabineros durante verano en laguna Verde (km 262).